# Bernardo Daddi
Ne pas confondre avec le maître au Dé, graveur italien du XVIe siècle, qui porte le même nom.

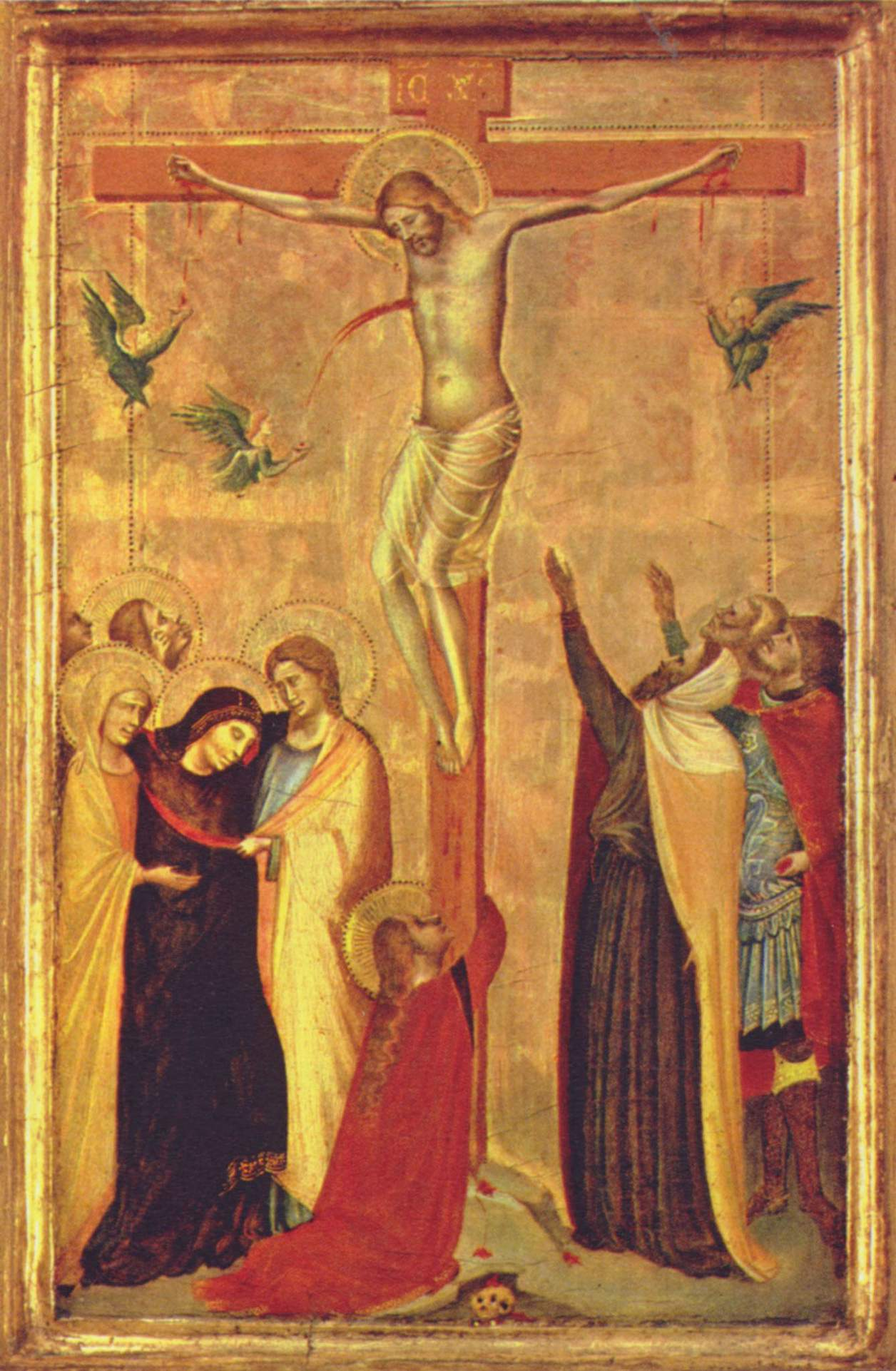
Crucifixion, 1340-1345National Gallery of Art, Washington.

Bernardo Daddi (Florence, vers 1290 - Florence, 1348) est un peintre italien du Trecento (XIVe siècle italien), documenté à Florence de 1320 à 1348. Peintre de la Renaissance italienne et principal peintre à Florence de sa génération, il fait partie des artistes qui ont contribué à l'art révolutionnaire de la Renaissance, qui rompt avec les conventions de la génération précédente d'artistes gothiques, en créant des compositions qui visent à atteindre une représentation plus réaliste. Il connaît un succès particulier avec ses petites œuvres et contribue au développement du retable portatif, un format qui connaîtra par la suite une grande popularité.

## Biographie
La date de naissance de Daddi reste inconnue. Il est mentionné pour la première fois en 1312.
Né dans la vallée du Mugello à Salto près de Pulicciano, Borgo San Lorenzo, il travaille dans l'atelier de Giotto di Bondone avec tous ceux qui seront les interprètes du style tardif du maître (comme par exemple Taddeo Gaddi, Stefano Fiorentino, Maso di Banco). Apprécié, même si les critiques ont été parfois sévères à son égard, il réussit à obtenir d'importantes commandes tant des institutions que de la bourgeoisie, devenant l'un des peintres florentins les plus renommés et les plus riches. Franco Sacchetti se souvient de lui dans Il Trecentonovelle, comme l'un des meilleurs disciples de Giotto, mais Giorgio Vasari le mentionne à peine  dans Les Vies des meilleurs peintres, sculpteurs et architectes, ne connaissant que les fresques de la basilique Santa Croce de Florence, puis déclarant à tort qu'il fut l'élève de Spinello Aretino, et qu'il mourut en 1380.
Bien qu'ayant été l'apprenti de Giotto, il n'utilise pas la spatialité de celui-ci, ni sa palette vive, se limitant à une élégance décorative incontestable pour ses retables, nombreux entre 1328 et 1348. Ses premières œuvres montrent également un lien étroit avec les disciples de Giotto tels que le Maître de Santa Cecilia et d'autres maîtres florentins du premier quart du XIVe siècle. Son style ultérieur est très raffiné et montre une certaine influence de Maso di Banco.
Inscrit au registre de l'Arte dei Medici e Speziali dès 1319, sa première œuvre certaine est le Triptyque de la Toussaint daté de 1328 et aujourd'hui conservé au musée des Offices. Son intervention, l'une des rares à fresque, dans la basilique de Santa Croce, où il a décoré la Chapelle Pulci avec des Histoires des saints Étienne et Laurent, devrait remonter à cette période.
Par rapport aux traits stylistiques de Giotto, Daddi montre une peinture plus raffinée qui se rapproche probablement de l'école siennoise plus aristocratique (et plus apprécié de la haute bourgeoisie) à la manière d'Ambrogio Lorenzetti. L'utilisation plus complexe et précise de la couleur et des traits évoluera alors vers ce qui sera les caractéristiques dominantes parfaitement identifiables dans ses œuvres ultérieures.
Il devient conseiller de la compagnie de Saint-Luc en 1339.
Le Couronnement de la Vierge, un tableau de 1344 pour la basilique Santa Maria Novella à Florence est un chef-d'œuvre brillant du plus poétique et raffiné des disciples de Giotto, l'une des figures chrétiennes les plus solennelles et triomphales, qui a connu une fortune remarquable surtout dans l'art des XIVe et XVe siècles
Il meurt de la peste noire en 1348 : le polyptyque de l'église de San Giorgio a Ruballa est daté de 1348, mais un document florentin d'août de cette année le mentionne comme ayant déjà disparu.

## Œuvres

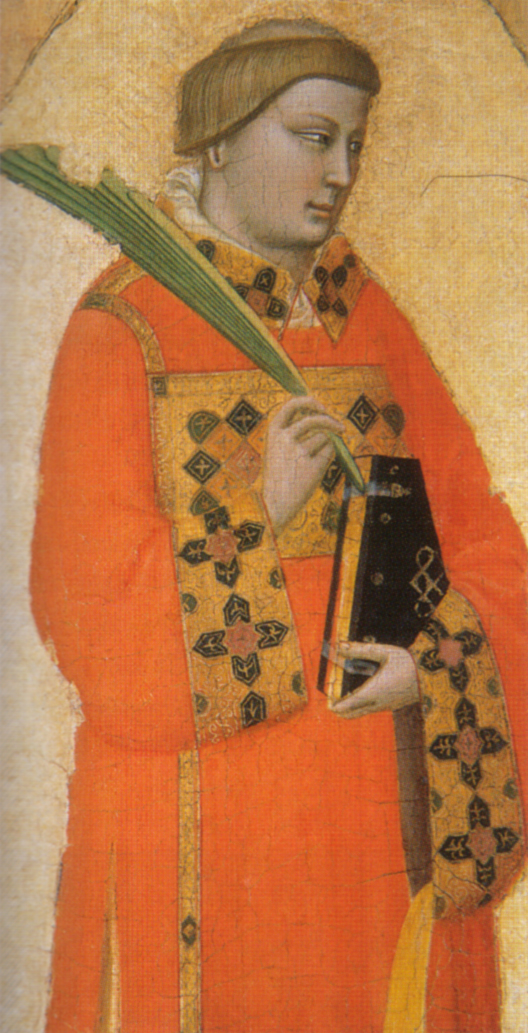
Saint Laurent, Brera.

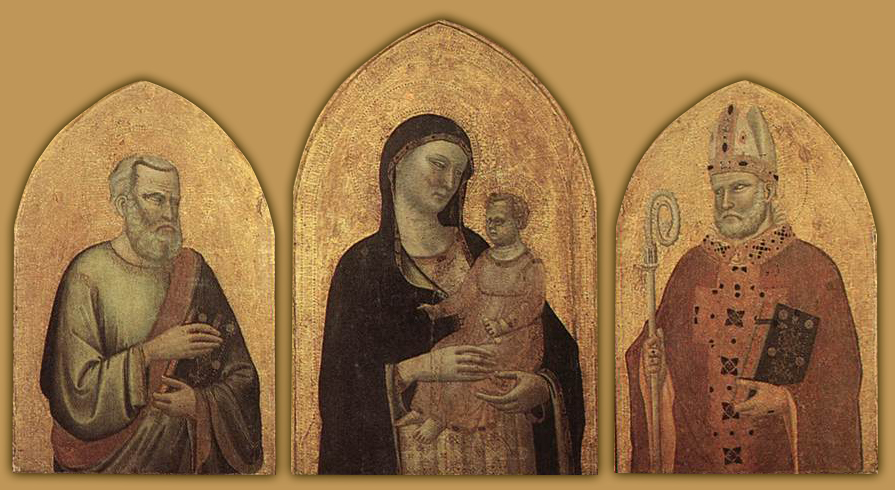
Triptyque de la Toussaint, Offices, Florence.

La production picturale de Bernardo Daddi était sans aucun doute très large, compte tenu de la renommée qu'il a atteinte à son époque ; après la mort de Giotto, il était probablement le chef de l'atelier de peinture le plus important de Florence. Hormis les quelques œuvres signées, le catalogue des œuvres qui lui sont attribuées comprend majoritairement des œuvres reconnues par la critique d'art ; en tout cas il est comme toujours quasiment impossible de distinguer sa main de celle des collaborateurs et assistants de l'atelier.
Collections publiques
- Saint Jean Baptiste (1320), Museo civico Amedeo Lia, La Spezia
- Triptyque de la Toussaint  avec La Vierge et l'enfant, avec saint Matthieu et saint Nicolas de Bari (daté et signé de 1328), autrefois au couvent d'Ognissanti, musée des Offices, Florence, inv. 3073[6].
- Scènes des Protomartyres Laurent et Étienne (vers 1330), fresques de la chapelle des Pulci, Basilique Santa Croce de Florence.
- Madone aux quatre saints (vers 1330), huile sur toile, 37 × 22 cm, Musée des beaux-arts de Nantes.
- La Vierge Marie avec saint Thomas d'Aquin et saint Paul (vers 1330), Getty Center, Los Angeles[7],[8].
- Arrivée de sainte Ursule à Cologne (vers 1330), Getty Center, Los Angeles[9].
- Croce Dipinta (vers 1330), tempera et feuille d'or sur bois, 43 × 37 cm, National Gallery of Victoria, Melbourne[10]. Peinte des deux côtés, il s'agit probablement d'une croix de procession. Un côté montre le Crucifié vivant (Christ Triomphant) et l'autre montre le Christ mort.
- Polyptyque avec la Vierge à l'Enfant, saint François d'Assise, saint Barthélemy, saint Barnabé et sainte Catherine d'Alexandrie, vers 1332-1335, peint pour l'Ospedale della Misericordia, église San Barnaba, Musée Palazzo Pretorio, Prato.
- Retable avec Vierge à l'Enfant trônant et saints, épisodes de la vie de saint Nicolas de Bari, Nativité et Crucifixion, (daté de 1333), Loggia del Bigallo, Florence.
- Vierge à l'Enfant, Anges et Saints, signé BERNARDUS DE FLORENTIA et daté 1334, musée des Offices, Florence.
- Scène de la vie de sainte Cécile, (vers 1335), Musée civique, Pise.
- L'Annonciation aux deux anges, prédelle d'un polyptyque (1335), Musée du Louvre, Paris.
- Assomption de la Vierge, (vers 1337-1339), détrempe sur bois, fond doré, 108 × 136,8 cm, Collection Robert Lehman, Metropolitan Museum of Art, New York.
- Histoires de la Sacra Cintola (prédelle d'un polyptyque), 1337-38, réalisé pour la cathédrale de Prato, Musée Palazzo Pretorio, Prato.
- Triptyque de la Vierge et Enfant en majesté avec des saints et des anges, retable portatif (1338), P.1978. P. 81.1 Institut Courtauld, Londres[11].
- Crucifixion (vers 1340), probable panneau central d'un petit triptyque, Collection Vittorio Cini, Venise[12].
- Croix peinte (1340-1345), Galleria dell'Accademia de Florence.
- Polyptyque de Santa Reparata, grand polyptyque dispersé et recomposé de La Vierge et l'Enfant en majesté parmi les anges, avec saint Jean l’Évangéliste, saint Zénobe, saint Pancrace, saint Jean-Baptiste, sainte Réparate, saint Miniatus ; prédelle Sept scènes de la vie de la Vierge (fin des années 1330), musée des Offices, Florence.
- Polyptyque avec la Crucifixion du Christ et des Saints pour l'église de San Giorgio a Ruballa (1348 ), maintenant à Londres, Courtauld Gallery, P.1966. GP.82, la prédelle est dispersée dans divers musées.
- Couronnement de la Vierge (vers 1340), National Gallery, Londres.

Dates non précisées
- Couronnement de la Vierge, Pinacothèque de Brera, Turin
- Crucifixion, National Gallery of Art, Washington (district de Columbia)
- Sainte Catherine d'Alexandrie, œuvre attribuée et non datée
- Christ entouré de saints, Metropolitan Museum of Art, New York
- Polyptyque démembré :
  - Madonna del Magnificat, Pinacothèque vaticane, inv. 174 (panneau central)
  - Santa Maria Maddalena, New York, collection privée
  - Saint évêque, Munich, Alte Pinakothek, cat. 10828
  - San Giovanni Evangelista, Fiesole, Musée Bandini, inv. dix
- Saint évêque intronisé, Ajaccio, Musée Fesch, inv. 1884
- Retable avec la Vierge en majesté, des anges et des saints, National Gallery of Art, Washington (district de Columbia), inv. 1952.5.61 (K1718)
- Triptyque avec le Couronnement de la Vierge Marie entre anges et saints, Nativité et Crucifixion, Gemäldegalerie (Berlin), inv. 1064
- Vierge à l'Enfant, Musée national d'Art de Catalogne, Barcelone
- Saint Jean baptiste et sainte Marie-Madeleine, Altomonte (CS), Musée Civique
- Crucifix, Florence, Musée Bardini, inv.771
- Polyptyque démembré :
  - Vierge à l'Enfant (compartiment central), Sarah Campbell Blaffer Foundation, Houston, inv. 1979.26
  - Saine Hélène et Saint évêque, Bergame, collection privée
  - Saint Jean l'évangéliste, Nelson-Atkins Museum of Art, Kansas City (Missouri), inv. 39-14
- Polyptyque démembré :
  - Saint Laurent, Pinacothèque de Brera, Milan, inv. 726
  - Saint Jean majeur, Musée de la Villa Cagnola, Gazzada Schianno
- Saint Zénobe, Florence, musée des Offices, inv. 8345
- Vierge à l'Enfant, Villa I Tatti, The Harvard University Center for Italian Renaissance Studies, Florence
- Couronnement de la Vierge Marie entre anges et saints, Galleria dell'Accademia de Florence, inv. 3449
- Huit panneaux de prédelle aux Histoires de saint Étienne, Musées du Vatican, inv. 147-148-149-150, 158-159-160-161
- Cinq sections de prédelle avec Histoires de Sainte Reparata : Fonds Mme Paul Pechère (1), Bruxelles ;  Musée Wallraf-Richartz (1), Cologne ;  Metropolitan Museum of Art (3), New York
- Crucifix avec les pleureuses et les histoires de la Passion, Galleria dell'Accademia de Florence

Collections privées
- Retable avec Crucifixion du Christ, Vierge à l'Enfant intronisé et Anges, Stigmates de saint François d'Assise, Saint Pierre et Saint Barthélemy, Prato, collection privée
- Sainte Catherine d'Alexandrie, New York, collection privée

Dans les édifices religieux
- Fresques avec les Histoires de saint Laurent et saint Étienne, Florence, Basilique Santa Croce de Florence, Cappella Pulci (plus tard Cappella Beraldi et maintenant Cappella Bardi di Libertà):
  - Martyre de saint Étienne
  - Martyre de saint Laurent
- Sainte Catherine d'Alexandrie et donatrice, Florence, Cathédrale Santa Maria del Fiore, intérieur de la façade
- Saint Michel archange, Crespina, église San Michele
- Polyptyque avec la Vierge à l'Enfant intronisé et les saints, (daté 1344 et signé), basilique Santa Maria Novella, chapelle des Espagnols, Florence
- Vierge à l'Enfant (1347), Église d'Orsanmichele, Florence
- Vierge en majesté à l'Enfant (1330), église San Pietro a Lecore, Signa

## Divers
- Dans son roman Les Couleurs de la nuit, l'écrivain Stéphane Lambert, voulant écrire un livre sur le peintre, relate comment une méprise au sujet des dates de vie et de mort de Bernardo Daddi l'a entraîné dans une sombre et lumineuse exploration du passé[13].

- Une Madone attribuée à Bernardo Daddi se trouve au centre du film de Brian De Palma, Obsession.